# 電子時鐘

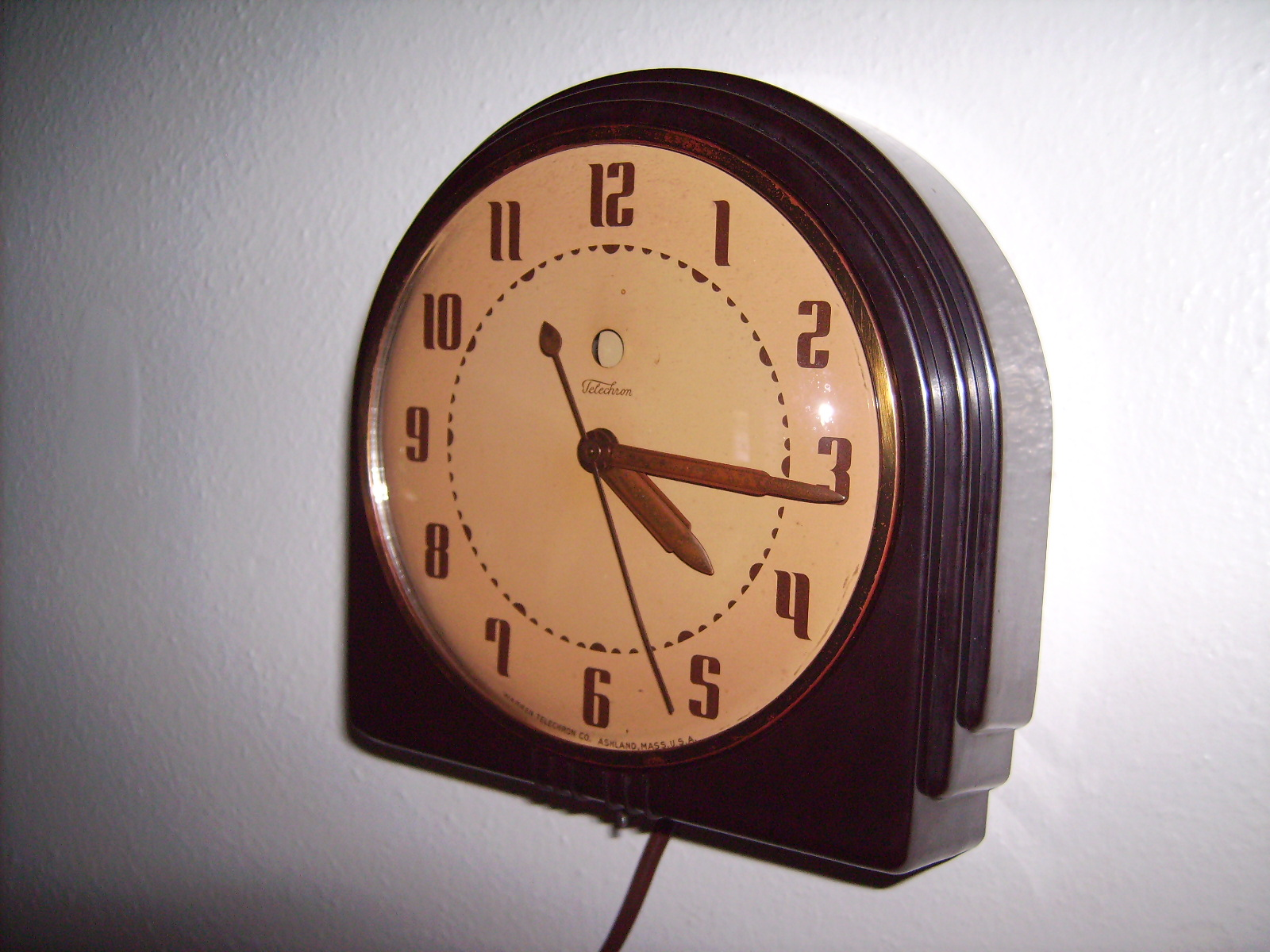
1940年左右制造的同步时钟电子钟。到1940年，同步时钟成为美国最常见的时钟类型

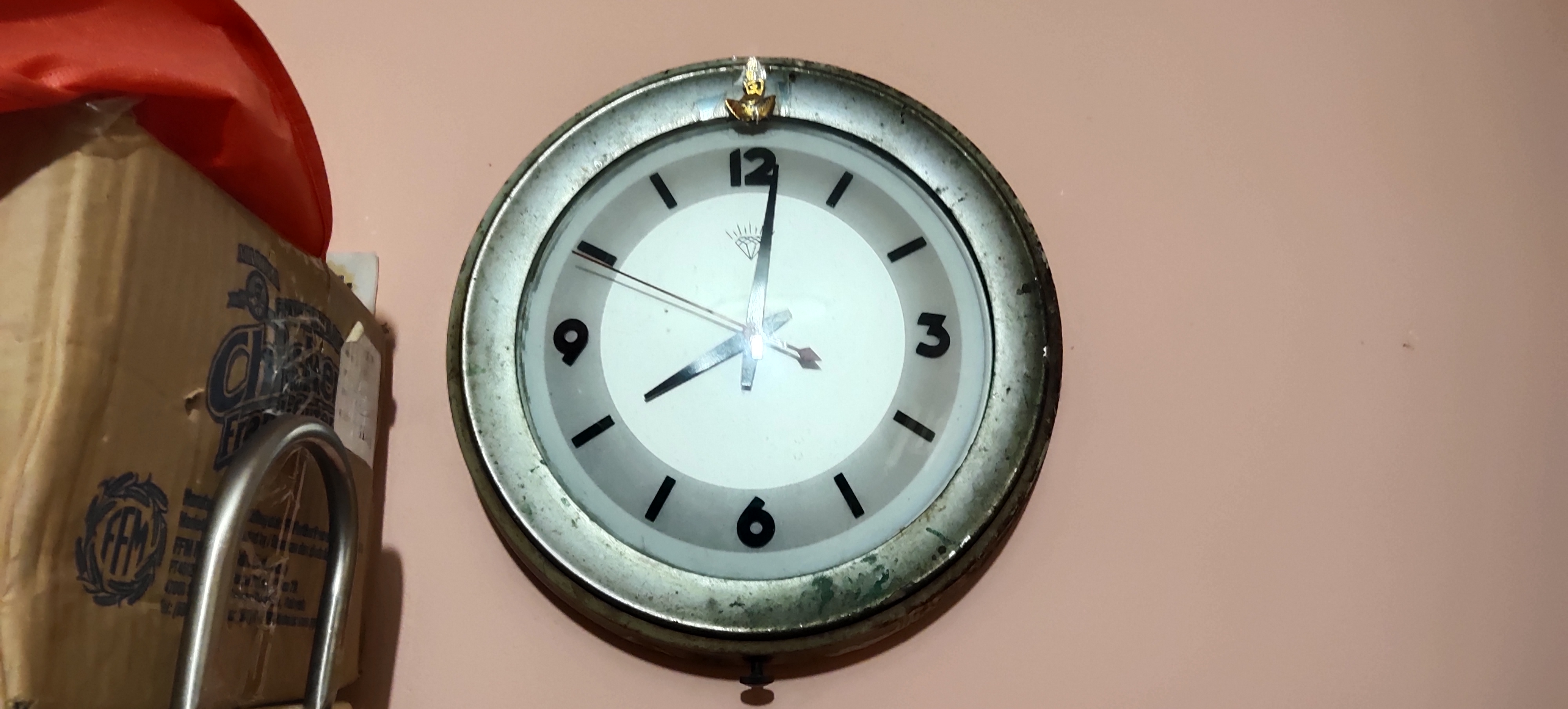
1965年左右由中國上海製造的鑽石牌電子鍾

電子時鐘是由电提供动力的时钟，而不是由悬挂重物或主发条提供动力的机械时钟。这个术语通常适用于1980年代，引入石英钟以前所使用的电动机械钟。第一批实验电子钟是发明于1840年左右，但直到1890年代电力普及之后，才开始广泛制造。1930年代，同步电子钟已经取代机械钟，成为最广泛使用的时钟类型。

## 历史

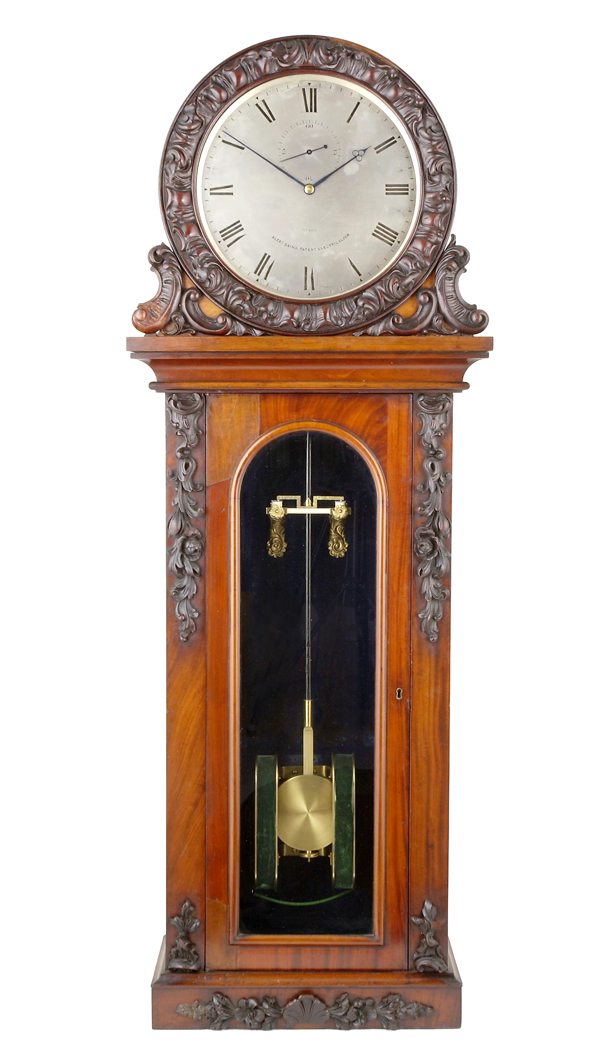
亚历山大·贝恩的早期电磁钟之一，19世纪40年代

1814年，伦敦的弗朗西斯·罗纳德爵士（1788-1873）发明了第一个电子钟。 它采用伏打电堆供电（一种高压电池，具有牛津电铃般长的使用寿命，但其电气性能随天气而变化）他试验了各种调节电力的方法，并证明这些模型在各种气象条件下都是可靠的。
1815年，维罗纳的Giuseppe Zamboni (1776-1846) 发明并展示了另一种静电时钟，其中包括伏打电堆电池和振荡球。
1840年苏格兰时钟和乐器制造商亚历山大·贝恩（1811-1877）发明电流时钟。
1840年左右，许多人都打算用机电和电磁设计发明电子钟。
出生于德国的钟表制造商马修·希普（1813-1893）在罗伊特林根开设了一个工作室，在那里他开发了一个电子钟来制作Hipp-Toggle，于1843年在柏林的一个展览中展出。Hipp-Toggle是一种附着在摆锤或摆轮上的装置 当机械摆动的摆动幅度低于一定水平时，机电允许偶然的冲动或驱动摆或摆动的轮子，并且非常有效，以后随后在电子钟中使用了一百多年。希普还发明了一种小型电动机，并使用计时器和计时码表进行时间测量。
第一个电子钟具有突出的钟摆，采用螺旋平衡的小型钟表采用与钟摆相同的原理制造。亨利·埃利·斯沃伦（1872-1957）在马萨诸塞州阿什兰发明了第一个同步电子钟，它在1918年保持了电网振荡的时间。Synclock于1931年推出，是第一款在英国销售商用的同步电子钟。